# National Academy Museum and School

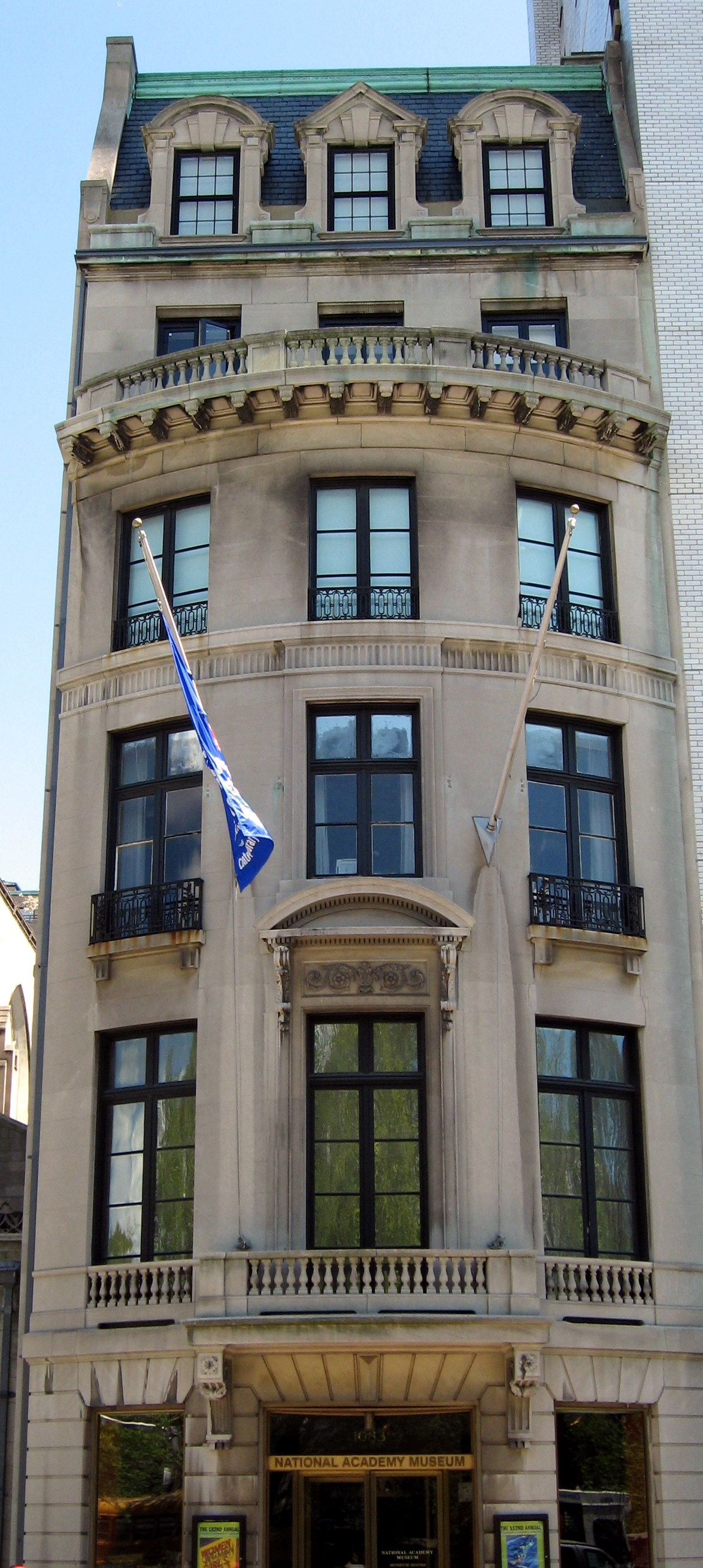
Nuvarande lokaler för National Academy Museum and School

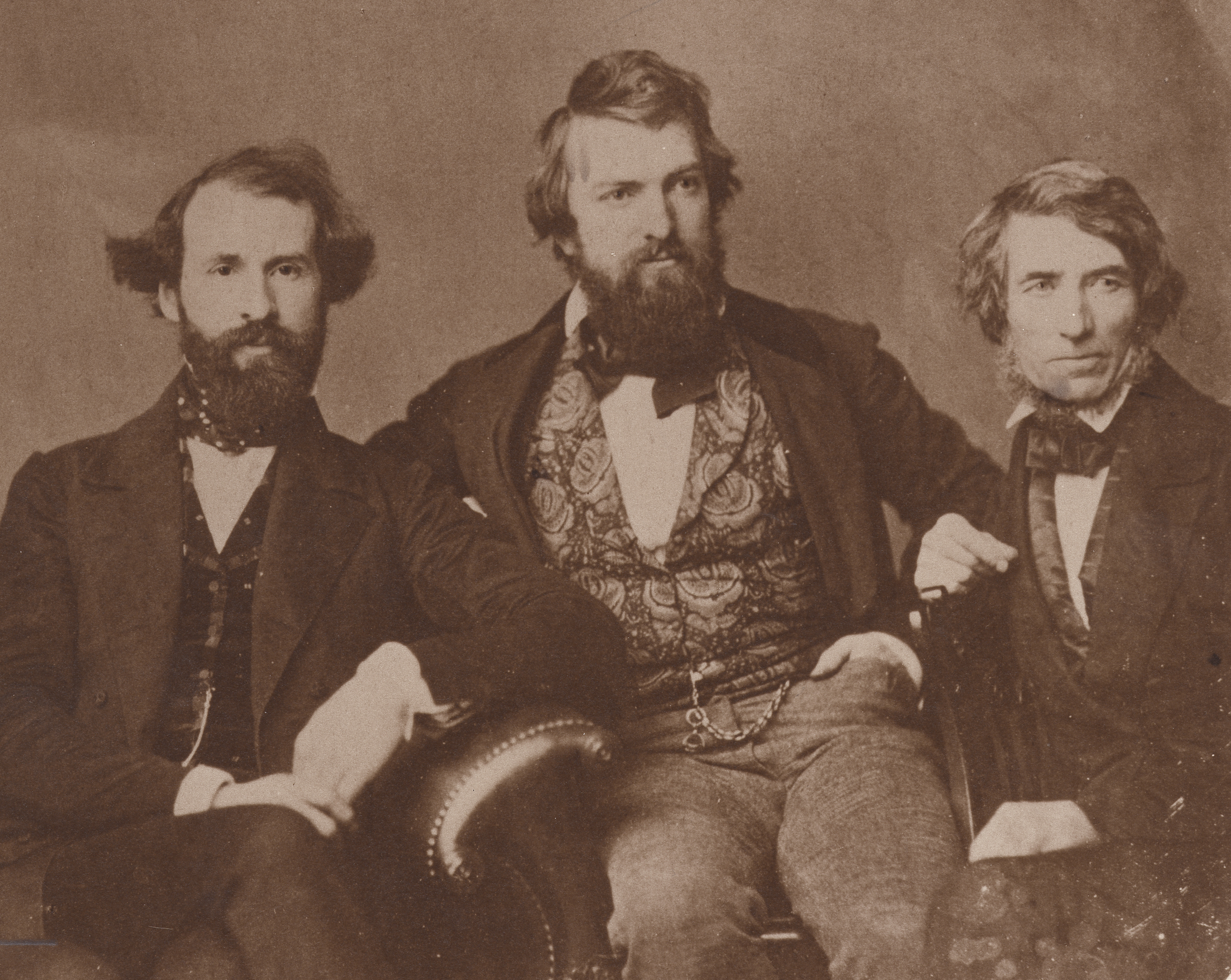
Medlemmar 1850, från vänster: Henry Kirke Brown, Henry Peters Gray och Asher Brown Durand

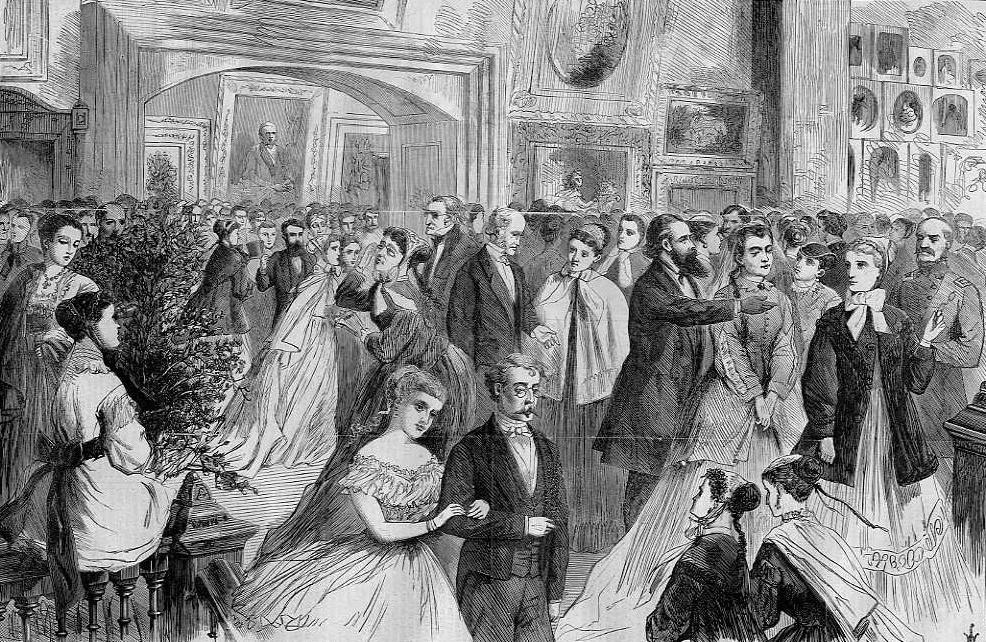
Annual Reception at the National Academy of Design, New York, 1868, träsnitt från teckning av W. S. L. Jewett

National Academy Museum and School, ursprungligen National Academy of Design, är en amerikansk konstnärsorganisation i New York.
National Academy Museum and School är en yrkesorganisation, skola och konstmuseum, vilken grundades 1825 av Samuel Morse, Asher Brown Durand, Thomas Cole, Martin E. Thompson och andra för att främja bildkonst i USA genom utbildning och utställningar.
Akademien har haft flera hemvister över åren, bland annat en byggnad från 1863-65, som ritades av Peter Bonnet Wight i venetiansk-gotisk stil efter förebild av Dogepalatset i Venedig. Sedan 1942 har akademien sin hemvist i en byggnad, som tidigare bebodes av Anna Hyatt Huntington och Archer Milton Huntington i hörnet Fifth Avenue/89:e gatan i New York.

## Historik
Grundarna av National Academy of Design var elever vid American Academy of the Fine Arts, vilka 1825 inte upplevde att de hade stöd för undervisning på akademien, eftersom dess styrelse bestod av köpmän, advokater och läkare med en föga välvilligt inställd ordförande, revolutionsmålaren och översten John Trumbull.  Samuel Morse och de andra eleverna bildade en konstnärsförening, vilken sammanträdde flera gånger i veckan för att fördjupa sig i målningskonsten.  Efter motsättningar mot akademien bildades ut konstnärsföreningen en andra akademi.

## Medlemmar i urval
- Marina Abramovic
- William Merritt Chase
- Frederic Edwin Church
- Chuck Close
- Thomas Cole
- Richard Diebenkorn
- Thomas Eakins
- Helen Frankenthaler
- August Franzén
- Daniel Chester French
- Frank Gehry
- Winslow Homer
- George Inness
- Jasper Johns
- Ellsworth Kelly
- Emanuel Leutze
- Sol LeWitt
- Maya Lin
- Eliot Noyes
- Renzo Piano
- Cindy Sherman
- William Page
- I. M. Pei
- Robert Rauschenberg
- John Singer Sargent
- Lars Gustaf Sellstedt
- Richard Serra
- Frank Stella
- Arthur Fitzwilliam Tait
- Louis Comfort Tiffany
- Cy Twombly
- John Quincy Adams Ward
- Frank Lloyd Wright
- Henry Mattson